# L'Éguille
L'Éguille è un comune francese di 928 abitanti situato nel dipartimento della Charente Marittima nella regione della Nuova Aquitania.
Il territorio comunale è bagnato dal fiume Seudre, che quivi inizia il suo estuario.

## Società

### Evoluzione demografica
Abitanti censiti